# Paul Scofield
David Paul Scofield (Birmingham, 21 januari 1922 – Brighton, 19 maart 2008) was een Engelse film- en toneelacteur.

## Levensloop
Scofield was de zoon van de hoofdmeester van een lokale school in Hurstpierpoint, Mid Sussex. Hij volgde lessen op de Varndean School, een jongensschool in Brighton. Vervolgens bezocht hij nog twee theaterscholen genaamd Croydon Repertory en London Mask.
In 1940 begon de theatercarrière van Scofield. Hij werd al snel vergeleken met (later sir) Laurence Olivier. Hij won diverse prijzen voor zijn theateroptredens, waaronder een Tony Award voor zijn rol in A Man for All Seasons.
Scofield won een Oscar voor beste acteur voor zijn rol als Sir Thomas More in de filmversie van A Man for All Seasons uit 1966. Vervolgens speelde hij in 1977 een belangrijke rol in Ben Jonsons theaterstuk Volpone voor het Royal National Theatre.
In 1994 speelde Scofield in Quiz Show, een film geregisseerd door Robert Redford over een waargebeurd quiz-schandaal in de Verenigde Staten. Scofield speelde de rol van Mark Van Doren, de vader van Charles Van Doren, de man achter het schandaal. Hij werd genomineerd voor een Oscar voor beste mannelijke bijrol.
In hetzelfde jaar speelde hij in de voor tv gemaakte Dickens-verfilming van Martin Chuzzlewit, waarin hij zowel de rol van Martin Chuzzlewit senior als van diens broer Anthony vertolkte. Voor deze serie kreeg hij eveneens een nominatie voor een BAFTA Award voor beste mannelijke bijrol. Twee jaar later verwierf hij een BAFTA-Award voor zijn rol als rechter in The Crucible.
Scofield heeft drie keer een orde van verdienste geweigerd, maar in 2001 ontving hij de Britse Orde van de Eregezellen.
Scofield stond ook bekend als stemacteur. Hij was de voice-over voor de radioversie van The Chronicles of Narnia.
Scofield overleed  begin 2008 op 86-jarige leeftijd in een ziekenhuis, nabij zijn huis in Zuid-Engeland aan de gevolgen van leukemie.

## Filmografie
- The Crucible (1996)
- Quiz Show (1994)
- Utz (1992)
- Hamlet (1990)
- Henry V (1989)
- When the Whales Came (1989)
- Anna Karenina (1985)
- 1919 (1985)
- Summer Lightning (1984)
- A Delicate Balance (1973)
- Scorpio (1973)
- King Lear (1971)
- Nijinsky: Unfinished Project (1970)
- Bartleby (1970)
- Tell Me Lies (1968)
- A Man for All Seasons (1966)
- The Train (1964)
- Carve Her Name with Pride (1958)
- That Lady (1955)